# Johan Ludvig von Holstein
Johan Ludvig von Holstein, comte de Holstein-Ledreborg, né le 7 septembre 1694 et mort le 29 janvier 1763, est un secrétaire d'État et chancelier danois, fondateur de l'Académie royale danoise des sciences et des lettres en 1742. 

## Biographie
Johan Ludvig von Holstein se consacre à l'éducation et est le "patron" de l'Université de Copenhague. En 1720, un port baleinier danois Sydbay (Ukiivik) au Groenland est rebaptisée en 1720 "Holsteinsborg" (devenu aujourd'hui Sisimiut), à l'occasion d'une expédition de l'Université ayant le soutien de Johan Ludvig von Holstein.
Johan Ludvig von Holstein est secrétaire d'État, Geheimer Rat ou conseil secret du roi Christian VI de Danemark et chancelier du 12 mai 1735 à 1751. Il est remplacé par Johann Hartwig Ernst Bernstorff.
En 1739, il fait édifier le palais Ledreborg près de la cité de Lejre au Danemark. Il y réside les dix dernières années de sa vie.
Le 13 novembre 1742, il fonde avec l'autorisation royale du roi Christian VI de Danemark, le "Collegium Antiquitatum", qui porte le nom d'Académie royale danoise des sciences et des lettres. Il en est le premier président jusqu'à sa mort survenue en 1763.
Johan Ludvig von Holstein est marié à Hedevig Vind (14 février 1707 à Copenhague morte le 3 juillet 1756, ibid), fille du préfet et lieutenant-colonel Christian Vind (1664-1712).